# Lingscheiderhof
Lingscheiderhof ist ein Stadtteil von Bad Münstereifel im Kreis Euskirchen, Nordrhein-Westfalen.

## Lage
Der Weiler liegt südlich von Bad Münstereifel. Östlich des Ortes verläuft die Landesstraße 165. Zwischen dem Ort und der Landesstraße fließt die Erft, die hier gestaut wird. 

## Geschichte
Lingscheiderhof gehörte zur eigenständigen Gemeinde Holzmülheim (heute Teil von Nettersheim) im Kreis Schleiden, bis es am 1. Juli 1969 nach Bad Münstereifel eingemeindet wurde.